# Пол Нельсон
Пол А. Нельсон (народився в 1958 році) — американський філософ, відомий своєю пропагандою псевдонаук креаціонізму молодої Землі та розумного задуму.

## Життєпис
Нельсон є онуком письменника-креаціоніста та лютеранського священика Байрона Крістофера Нельсона (1894–1972) і редагував книгу творів свого діда.  Він одружений із Сюзанною Нельсон, доцентом педіатрії Північно-Західного університету.
У 1998 році Нельсон отримав ступінь доктора філософії в Чиказькому університеті.
Нельсон є співробітником Центру науки та культури Інституту відкриття та Міжнародного товариства складності, інформації та дизайну.